# گل قورباغه‌ای (سرده)
استاپلیا(نام علمی: Stapelia) نام یک سرده از زیرخانواده استبرق است.
بوی شکوفه های گل مردار ناپسند و نامطلوب تعریف شده است. به همین دلیل این گیاهان گوشتی محبوبیت زیادی ندارند. البته بعضی از انواع آن گلهایی بی بو یا کم بو تولید می کنند. همه گیاهان استاپلیا گلهای جالب توجهی دارند.

## روش نگهداری
به گرمای متوسط نیاز دارد، در مکانی روشن با نور کافی گذاشته شود، آب به میزان متوسط لازم دارد و تکثیر آن مانند سایر گیاهان آبدار گوشتی است.